# 941 Murray
941 Murray eller 1920 HV är en asteroid i huvudbältet, som upptäcktes den 10 oktober 1920 av den österrikiske astronomen Johann Palisa. Den är uppkallad efter britten Gilbert Murray.
Asteroiden har en diameter på ungefär 18 kilometer.